# 奔跑吧 (第十二季)
《奔跑吧》第十二季（英語：Keep Running 12）是浙江衛視於2024年播出的一檔真人實境節目，是《奔跑吧》系列節目的第十二季。節目於2024年4月19日20:20播出先導片，4月26日起每週五20:20播出。
本季節目的常駐成員与前作奔跑吧·生态篇相同，为李晨、鄭愷、沙溢、白鹿、周深、范丞丞、宋雨琦、张真源，組成六男二女的“兄弟团”陣容。

## 簡介
本季以「肆意奔跑 无乐不作」為主題，宣傳海報上，兄弟团成员并肩站立在充满街头感的场景中，身边是越野车、旧木箱、亮色的油漆桶、滑板等各种既复古又新潮的装置，烘托出海报的热血氛围。
節目於每周五晚20:20在浙江卫视首播，並在半小時後於腾讯视频、优酷、爱奇艺、Z视介等網上平台上架。因编排原因，本季节目电视端延续了第十一季的播出模式（即首播版为删减版，重播版为完整版），通过等Z视介等其它网络平台可直接观看完整版。

## 成員
| 成員   | 参加节目时的年齡 | 備注                         | 參考來源 |
| 李晨   | 45               |                              | [ 3 ]    |
| 鄭愷   | 37               |                              | [ 3 ]    |
| 沙溢   | 46               |                              | [ 3 ]    |
| 白鹿   | 29               |                              | [ 3 ]    |
| 周深   | 31               | 因行程原因缺席第三至七期錄製 | [ 3 ]    |
| 范丞丞 | 24               |                              | [ 3 ]    |
| 宋雨琦 | 24               |                              | [ 3 ]    |
| 张真源 | 21               |                              | [ 3 ]    |

## 節目列表
| 集數 | 主題                       | 拍攝地點             | 播出日期 2024年 | 飛行嘉賓                          | 參考來源    |
| 0    | 先導片                     | 廣西壯族自治區南宁市 | 4月19日         | 刘涛、杨天真                      | [ 4 ] [ 5 ] |
| 1    | 南宁合伙人                 | 廣西壯族自治區南宁市 | 4月26日         | 刘涛、杨天真                      | [ 6 ] [ 7 ] |
| 2    | 木偶尘封录                 | 廣西壯族自治區南宁市 | 5月3日          | 郑业成、张艺凡                    | [ 8 ]       |
| 3    | 山城速递                   | 重庆市               | 5月10日         | 孙千、GAI、孙艺洲、苗苗、敖瑞鹏   | [ 9 ]       |
| 4    | 巴适的罐                   | 重庆市               | 5月17日         | 乔杉、蒋龙                        | [ 10 ]      |
| 5    | 双生花                     | 重庆市               | 5月24日         | 章若楠、陈哲远                    | [ 11 ]      |
| 6    | 真金旅行团                 | 辽宁省沈阳市         | 5月31日         | 魏大勋、蔡国庆、林依晨、黄曦彦    | [ 12 ]      |
| 7    | 谁动了我的艺术品           | 辽宁省沈阳市         | 6月7日          | 魏大勋、于洋、谢依霖              | [ 13 ]      |
| 8    | AI的初體驗                 | 辽宁省沈阳市         | 6月14日         | 魏大勋、容祖兒、蘇醒、沈小婷      | [ 14 ]      |
| 9    | 最强社團爭霸賽             | 浙江省杭州市         | 6月21日         | 希林娜依·高、章昊、沈泉鋭、段曉薇 | [ 15 ]      |
| 10   | 集卡計劃之《奔跑吧》典藏卡 | 浙江省杭州市         | 6月28日         | 王鹤棣                            | [ 16 ]      |
| 11   | 布達佩斯之約               | 匈牙利布達佩斯       | 7月5日          | 陳喬恩、宋妍霏                    | [ 17 ]      |
| 12   | 最强聯盟競賽               | 匈牙利布達佩斯       | 7月12日         | 魏大勋、苏炳添                    | [ 18 ]      |

## 节目内容
| 集數             | 主題                       | 最終任務地點                                 | 隊伍 | 隊伍 | 勝利條件                                                                                            | 結果 | 參考來源 |
| 集數             | 主題                       | 最終任務地點                                 | 初始隊伍 | 最終隊伍 | 勝利條件                                                                                            | 結果 | 參考來源 |
| 第一期 4月26日   | 南宁合伙人                 | 廣西壯族自治區 南宁市青秀区 南宁国际会展中心 | 李晨、杨天真 郑恺、张真源 周深、宋雨琦 沙溢、刘涛 白鹿、范丞丞 | 李晨、杨天真 郑恺、张真源 周深、宋雨琦 沙溢、刘涛 白鹿、范丞丞 | 获得最多的收益                                                                                      | 周深、宋雨琦、郑恺、张真源、白鹿、范丞丞胜出 獲得黃金算盤飾品，其中宋雨琦選擇轉贈予劉濤 | [ 7 ]    |
| 第二期 5月3日    | 木偶尘封录                 | 廣西壯族自治區 南宁市西乡塘区 相思小鎮       | 好木偶 郑恺、宋雨琦、沙溢、周深、张真源、张艺凡、郑业成 坏木偶 李晨、白鹿、范丞丞                                                                                  | 好木偶 周深、郑业成 坏木偶 李晨、白鹿、范丞丞、郑恺、宋雨琦、沙溢、张真源、张艺凡                                                                                  | 好木偶 烧毁全部三颗黑豆 坏木偶 淘汰所有好木偶，或将好木偶全部转化为坏木偶                           | 没有输赢（因存活到最後的周深選擇摔碎护身玉佩，進行时光倒流） 所有人獲得黃金玲瓏球飾品 | [ 8 ]    |
| 第三期 5月10日   | 山城速递                   | 重庆市大渡口区 重庆工业博物馆                | 李晨、孙千（司機：大少爺） 郑恺、GAI（司機：豬黎黎） 范丞丞、孙艺洲（司機：胖胖） 张真源、苗苗（司機：豹哥） 白鹿、敖瑞鹏（司機：剛子） 沙溢、宋雨琦（司機：廖妹） | 李晨、孙千（司機：大少爺） 郑恺、GAI（司機：豬黎黎） 范丞丞、孙艺洲（司機：胖胖） 张真源、苗苗（司機：豹哥） 白鹿、敖瑞鹏（司機：剛子） 沙溢、宋雨琦（司機：廖妹） | 爭取成為首3隊将箱子送达最终场地并完成签收的隊伍，並切勿提前打开箱子以成为出资候选人                 | 白鹿、敖瑞鹏、郑恺、GAI、李晨、孙千胜出 獲得金条礼品（3名對應隨隊司機亦獲同等獎勵），大小根據名次而定 6名隨隊的重慶雷鋒的士司機獲得各自的包車費用、安慕希益生菌酸奶暢飲券以及各自真實姓名之名牌 通过抽签决定由郑恺、GAI和李晨、孙千分别出资承擔3名勝出司機的金條礼品和所有司機的包车费用 | [ 9 ]    |
| 第四期 5月17日   | 巴适的罐                   | 重庆市                                       | 没有队伍 | 没有队伍 | 完成任务减少全员拔火罐的总数                                                                        | 兄弟团通过完成任务减少了150个火罐，在最终环节总共需要拔130个火罐 | [ 10 ]   |
| 第五期 5月24日   | 双生花                     | 重庆市 洋炮局1862文创园                      | 日行人 李晨、郑恺、宋雨琦、白鹿、范丞丞 夜行人 沙溢、张真源、陈哲远、章若楠                                                                                        | 日行人 李晨、郑恺、宋雨琦、白鹿、范丞丞 夜行人 沙溢、张真源、陈哲远、章若楠                                                                                        | 日行人 收集5朵红色花及金色花 夜行人 收集7朵黑色花或污染金色花                                       | 夜行人获胜(收集到8朵黑色花) 获得黄金双生花飾品 | [ 11 ]   |
| 第六期 5月31日   | 真金旅行团                 | 辽宁省沈阳市 清河半岛浴场                    | 个人战 | 个人战 | 找到终极宝物                                                                                        | 除蔡国庆外的其他人都找到宝物 所有人獲得黄金元宝飾品 | [ 12 ]   |
| 第七期 6月7日    | 谁动了我的艺术品           | 辽宁省沈阳市 沈陽大學圖書舘                  | 黃隊隊員 \| 老闆 鄭愷、张真源、魏大勋、谢依霖 \| 范丞丞 藍隊隊員 \| 老闆 李晨、宋雨琦、沙溢、白鹿 \| 于洋                                                          | 黃隊隊員 \| 老闆 鄭愷、张真源、魏大勋、谢依霖 \| 范丞丞 藍隊隊員 \| 老闆 李晨、宋雨琦、沙溢、白鹿 \| 于洋                                                          | 淘汰對方老闆                                                                                        | 藍隊获胜 獲得黄金龍飾品 | [ 13 ]   |
| 第八期 6月14日   | AI的初體驗                 | 辽宁省沈阳市 時代文倉城市書房時代劇場        | 李晨（製作人）、范丞丞、沈小婷 鄭愷（製作人）、宋雨琦、蘇醒 魏大勋（製作人）、白鹿、张真源 沙溢（製作人）、周深、容祖兒                                            | 李晨（製作人）、范丞丞、沈小婷 鄭愷（製作人）、宋雨琦、蘇醒 魏大勋（製作人）、白鹿、张真源 沙溢（製作人）、周深、容祖兒                                            | 使用AI創作歌曲並進行表演，獲得更多票數                                                              | 沙溢隊获胜 獲得黄金機器人飾品 | [ 14 ]   |
| 第九期 6月21日   | 最强社團爭霸賽             | 浙江省杭州市 钱江外国语实验学校（若水校区）  | 體育社 李晨、白鹿、周深、范丞丞、沈泉鋭、段曉薇 文藝社 鄭愷、宋雨琦、沙溢、张真源、希林娜依·高、章昊                                                               | 體育社 李晨、白鹿、周深、范丞丞、沈泉鋭、段曉薇 文藝社 鄭愷、宋雨琦、沙溢、张真源、希林娜依·高、章昊                                                               | 在最终的百人捉迷藏大賽中纍計得分更多                                                                | 體育社獲勝 獲得黄金飾品 | [ 15 ]   |
| 第十期 6月28日   | 集卡計劃之《奔跑吧》典藏卡 | 浙江省杭州市 遙望X27主題公園                 | 平民 李晨、鄭愷、宋雨琦、沙溢、白鹿、周深、范丞丞、张真源 X 王鹤棣                                                                                                 | 平民 李晨、鄭愷、宋雨琦、沙溢、白鹿、周深、张真源 X \| 幫手 王鹤棣 \| 范丞丞                                                                                       | 平民 達成任意一個集卡目標並完成兌換 X 集齊3張擁有自己的卡片，在最終環節淘汰其他人避免其他人獲得獎品 | 沙溢、张真源達成集卡目標 獲得黃金金卡禮品 “X”王鹤棣和幫手范丞丞獲得剩餘的兩套黃金金卡禮品 | [ 16 ]   |
| 第十一期 7月5日  | 布達佩斯之約               | 匈牙利布達佩斯 多瑙河                        | 平民 鄭愷 宋雨琦、张真源 白鹿、周深 范丞丞 最辣組合 \| 第二辣組合 沙溢、宋妍霏 \| 李晨、陳喬恩                                                                     | 平民 鄭愷 宋雨琦、张真源 白鹿、周深 范丞丞 最辣組合 \| 第二辣組合 沙溢、宋妍霏 \| 李晨、陳喬恩                                                                     | 找出投放了最多辣椒油的組合                                                                          | 平民獲勝 獲得國寶瓷器 | [ 17 ]   |
| 第十二期 7月12日 | 最强聯盟競賽               | 匈牙利布達佩斯 安盟竞技场                    | 李晨、苏炳添 鄭愷、宋雨琦 沙溢、魏大勋 白鹿、范丞丞 周深、张真源                                                                                                   | 李晨、苏炳添 鄭愷、宋雨琦 沙溢、魏大勋 白鹿、范丞丞 周深、张真源                                                                                                   | 在最終撕名牌環節獲勝                                                                                | 黃隊獲勝 獲得純金金牌，其中鄭愷選擇轉贈予苏炳添 | [ 18 ]   |

## 收视及反响
《奔跑吧12》第1、2期收视率第一。第3期起被《歌手2024》超越，但CSM71依然是第一。
| 中国大陆 浙江卫视 首播收视率 （ky.live） |               |        |        |      |        |
| 集數                                     | 播出日期      | 收视率 | 市佔率 | 排名 | 備註   |
| 0                                        | 2024年4月19日 | 0.3324 | 1.5730 | 1    | 先导片 |
| 1                                        | 2024年4月26日 | 0.4138 | 2.0592 | 1    |        |
| 2                                        | 2024年5月3日  | 0.5105 | 2.5550 | 1    |        |
| 3                                        | 2024年5月10日 | 0.3865 | 2.0286 | 2    |        |
| 4                                        | 2024年5月17日 | 0.4834 | 2.4353 | 2    |        |
| 5                                        | 2024年5月24日 | 0.5013 | 2.6107 | 2    |        |
| 6                                        | 2024年5月31日 | 0.5095 | 2.4736 | 2    |        |
| 7                                        | 2024年6月7日  | 0.6445 | 3.2979 | 2    |        |
| 8                                        | 2024年6月14日 | 0.5902 | 2.9957 | 2    |        |
| 9                                        | 2024年6月21日 | 0.6320 | 3.2578 | 2    |        |
| 10                                       | 2024年6月28日 | 0.7199 | 4.0360 | 2    |        |
| 11                                       | 2024年7月5日  | 0.7057 | 4.0106 | 2    |        |
| 12                                       | 2024年7月12日 |        |        |      |        |

1. 同时段或交叉时段主要节目：
  - 湖南卫视：《歌手2024》
  - 江苏卫视：《音你而来》
2. 数据由酷云数娱提供，调查范围为双向交互电视观众。
3. 以上收视排名不包括央视在内。
4. 排名为週五晚间所有综艺节目的排名，并不一定为同一时段。

## 花絮
节目在重庆录制时，周深正在美国纽约联合国总部大楼参加联合国中文日的交流庆祝活动，因而缺席《奔跑吧》第三至五期的录制，但采用了VCR形式参与了发布会。
节目在沈阳录制时，周深正在上海梅赛德斯-奔驰文化中心举行《2024周深9.29Hz巡回演唱会》上海站的演出，因而缺席《奔跑吧》第六至七期的录制，但5月19日，奔跑吧成员们在录制现场为演唱会和周深新专辑《反深代词》送上祝福，并通过放飞折叠纸飞机的方式点歌《可它爱着这个世界》。演唱会结束后，周深参加了第八期的录制。

## 註解
1. ↑  包括先導片。
2. ↑  如單獨排序則為《奔跑吧》第八季。
3. ↑  参见花絮章节

## 外部連結
- 官方网站
- 奔跑吧 Keep Running的Facebook專頁
- 浙江卫视奔跑吧的Instagram帳戶
- YouTube上的奔跑吧頻道
- 奔跑吧的新浪微博